# Biblioteca di Palagio di Parte Guelfa
La biblioteca di Palagio di Parte Guelfa è una biblioteca del Comune di Firenze ed ha sede nell'ex-chiesa di Santa Maria Sopra Porta e al piano terra del palazzo dell'Arte della Seta.

## Storia
La biblioteca è stata fondata e aperta al pubblico nel 1987, dove era già esistita la biblioteca dell'Università popolare. Il suo nucleo originario comprende il patrimonio documentario della ex Biblioteca magistrale dell'Assessorato alla Pubblica Istruzione e della Biblioteca del Quartiere 1. Nel corso degli anni tale patrimonio è stato notevolmente incrementato e, mantenendo la vocazione pedagogica iniziale, è stata costituita un'importante sezione speciale.

## Patrimonio

### Fondo Ida Zambaldi
Il fondo è stato donato dagli eredi di Ida Zambaldi.

### Fondo Biblioteca Università popolare
Oltre al patrimonio moderno, la Biblioteca conserva il Fondo storico BUP costituito dal patrimonio della Biblioteca dell'Università Popolare, fondata nel 1907 e ospitata proprio in questi locali fino al 1975. Vi sono raccolti volumi di letteratura d'appendice, feuilleton, romanzi popolari molti dei quali in prima edizione. Il patrimonio della Biblioteca dell'Università Popolare, dopo la chiusura al pubblico, è stato per vari anni abbandonato e solo recentemente è stato ricollocato nella sua sede originaria dopo un attento lavoro di recupero catalografico.

### Sezione ciclismo
La biblioteca possiede una sezione sul ciclismo composta da ca. 100 libri.